# Вересневе
Вересне́ве — село в Україні, у Рівненському районі Рівненської області. Населення становить приблизно тисячу жителів.

## Географія
Зліва від шосе на Дубно, навпроти Рівненського аеропорту розташувалось молоде село Вересневе. Село знаходиться на відстані 7 км від районного, обласного центру — м. Рівне. Площа населеного пункту становить 200,4 га. 

## Символіка
На золотому тлі (осінь) зображені дві гілочки вересу природного кольору, що вказує на назву населеного пункту (герб є промовистим). Вгорі зображено розгорнуту книгу, що символізує 1 вересня, початок нового року і додатково вказує на назву.

## Історія
За свідченнями Антоніни Сокіл, заселення цієї території почалось із 1961 року, коли почали будувати Радгоспну відгодівельну ферму, іменовану  «Відгодівельний радгосп». У 1972 році поселенню присвоюють назву  Вересневе, приурочивши її до  дати возз’єднання земель Західної і Східної України в єдиній державі — 17 вересня, адміністративним підпорядкуванням Великоомелянській сільській раді. З 2019 року шляхом об'єднання Великоомелянської та Грушвицької сільських рад входить до складу Великоомелянської сільської громади.

## Сьогодення
На території села розміщені: дошкільний навчальний заклад, будинок культури, фельдшерсько-акушерський пункт, стоматологічний кабінет, чотири продуктові магазини, закусочна.
Територія села складається з 300 дворів що налічують 874 жителів.
Основною структурно-планувальною одиницею населеного пункту є квартали з одно- та двосторонньою забудовою. Забудова садибного типу. В селі є дві церкви: Свято-Антонівська церква ПЦУ та УПЦ Московського патріархату.
Село електрифіковане, газифіковане, телефонізоване.

## Населення

### Мова
Розподіл населення за рідною мовою за даними перепису 2001 року:
| Мова       | Кількість | Відсоток |
| ---------- | --------- | -------- |
| українська | 435       | 98.86%   |
| російська  | 4         | 0.91%    |
| білоруська | 1         | 0.23%    |
| Усього     | 440       | 100%     |